# Tolypeutinae
Sous-famille
Les Tolypeutinae sont une sous-famille de tatous de la famille des Chlamyphoridae. 

## Liste desgenresetespèces
Selon Mammal Species of the World (version 3, 2005)  (28 févr. 2012) :
- genre Cabassous (McMurtrie, 1831).
  - Cabassous centralis (Miller, 1899) — Tatou à queue nue du Nord
  - Cabassous chacoensis Wetzel, 1980 — Tatou à queue nue du Chaco
  - Cabassous tatouay (Desmarest, 1804) — Tatou à queue nue géant
  - Cabassous unicinctus (Linnaeus, 1758) — Tatou à queue nue du Sud
- genre Priodontes (Cuvier, 1825)
  - Priodontes maximus (Kerr, 1792) — Tatou géant
- genre Tolypeutes (Illiger, 1811)
  - Tolypeutes matacus (Desmarest, 1804) — Tatou à trois bandes du Sud
  - Tolypeutes tricinctus (Linnaeus, 1758) — Tatou à trois bandes du Brésil